# Embajada de España en Omán
El Embajador de España en Omán es la máxima representación legal del Reino de España en el Sultanato de Omán. 

## Embajador
El actual embajador es Francisco Javier de Istúriz Simonet, que fue nombrado por el gobierno de Pedro Sánchez el 24 de abril de 2024.

## Misión diplomática
La representación diplomática de España en el país se centra en la Embajada en Mascate, capital del país, y que fue establecida con carácter residente en 2003.

## Historia
España estableció relaciones diplomáticas con el Sultanato de Omán en 1972, aunque los asuntos diplomáticos dependieron de la Embajada española en Kuwait (1973-1976), y después de la Embajada española en Arabia Saudí, primero con residencia en Yeda (1977-1987) y después en Riad. En 2004 el gobierno español decidió abrir una misión diplomática residente en el país.